# Jannero Pargo
Jannero Pargo (Chicago, Illinois, 22. listopada 1979.) američki profesionalni košarkaš. Igra na poziciji razigravača, a trenutačno je član NBA momčadi Chicago Bullsa.

## Karijera
Pargo je pogađao NCCC koledž, međutim ubrzo se preselio se na sveučilište Arkansas.
U NBA ligi igrao je za Los Angeles Lakerse, Toronto Raptorse, Chicago Bullse i New Orleans Hornetse. Tijekom igranja za Hornetse u doigravanju je skrenu pozornost na sebe. Odlično se je s klupe dopunjavao s prvim razigravačem momčadi Chrisom Paulom i bio među najvažnijim igračima Hornetsa. U doigravanju je odigrao 12 susreta i prosječno je postizao 10.3 poena, uključujući nekoliko vrlo važnih poena u susretu polufinala sa Spursima. Krajem sezone istekao mu je ugovor, a odlične ponude europskih momčadi i odlazak Josha Childressa u Olympiakos, dovele su i njega u Europu.
Potpisao je jednogodišnji ugovor s ruskim Dinamom iz Moskve vrijedan 3,8 milijuna $. U siječnju 2009. otkupio je svoj ugovor i potpisao s grčkim euroligašem Olympiakosom. 5. svibnja 2009. otpušten je iz kluba i postao je slobodan igrač. 13. srpnja 2009. potpisao je jednogodišnji ugovor sa svojom bivšom NBA momčadi Chicago Bullsima.

## Statistika

### NBA

#### Regularni dio
| Godina    | Klub                      | Odig. uta. | Uta. poč. | Min. | 2P%  | 3P%  | Sl. bac.% | Skok. | Asist. | Ukr. lop. | Blok. | Poena |
| --------- | ------------------------- | ---------- | --------- | ---- | ---- | ---- | --------- | ----- | ------ | --------- | ----- | ----- |
| 2002./03. | Los Angeles               | 34         | 0         | 10.1 | .398 | .292 | 1.000     | 1.1   | 1.1    | .4        | .1    | 2.5   |
| 2003./04. | Los Angeles               | 13         | 0         | 4.8  | .375 | .500 | .000      | .5    | .8     | .2        | .0    | 1.1   |
| 2003./04. | Toronto                   | 5          | 0         | 14.2 | .310 | .000 | .000      | .8    | 2.4    | .8        | .2    | 3.6   |
| 2003./04. | Chicago                   | 13         | 1         | 26.5 | .429 | .377 | .852      | 2.1   | 3.6    | .5        | .4    | 13.5  |
| 2004./05. | Chicago                   | 32         | 0         | 14.2 | .385 | .348 | .739      | 1.5   | 2.4    | .5        | .0    | 6.4   |
| 2005./06. | Chicago                   | 57         | 0         | 11.3 | .373 | .379 | .810      | 1.1   | 1.6    | .4        | .0    | 4.8   |
| 2006./07. | New Orleans/Oklahoma City | 82         | 7         | 20.9 | .409 | .388 | .852      | 2.2   | 2.5    | .6        | .1    | 9.2   |
| 2007./08  | New Orleans               | 80         | 5         | 18.7 | .390 | .349 | .877      | 1.6   | 2.4    | .6        | .1    | 8.1   |
| Ukupno    |                           | 316        | 13        | 16.2 | .395 | .365 | .849      | 1.6   | 2.1    | .5        | .0    | 6.9   |

#### Doigravanje
| Godina    | Klub        | Odig. uta. | Uta. poč. | Min. | 2P%  | 3P%  | Sl. bac.% | Skok. | Asist. | Ukr. lop. | Blok. | Poena |
| --------- | ----------- | ---------- | --------- | ---- | ---- | ---- | --------- | ----- | ------ | --------- | ----- | ----- |
| 2002./03. | Los Angeles | 11         | 0         | 11.7 | .333 | .267 | .750      | .8    | 1.3    | .7        | .1    | 2.1   |
| 2004./05. | Chicago     | 5          | 0         | 15.2 | .353 | .406 | .600      | 1.0   | 2.0    | .6        | .0    | 10.4  |
| 2005./06. | Chicago     | 5          | 0         | 3.8  | .417 | .600 | .800      | 1.2   | .6     | .0        | .0    | 3.4   |
| 2007./08  | New Orleans | 12         | 0         | 22.1 | .388 | .349 | .708      | 2.5   | 2.3    | 1.0       | .2    | 10.2  |
| Ukupno    |             | 33         | 0         | 14.8 | .374 | .368 | .711      | 1.5   | 1.6    | .7        | .1    | 6.5   |

## Vanjske poveznice
- Profil na NBA.com
- Profil na Euroleague.net
- Profil na Eurocup.com
- Profil  Arhivirana inačica izvorne stranice od 1. veljače 2009. (Wayback Machine) na Basketpedya.com